# Lautertalbrücke (A 73)
Die Lautertalbrücke ist eine 300 m lange Brücke der Bundesautobahn 73. 
Die im Grundriss gekrümmte Brücke liegt bei der Anschlussstelle Coburg-Nord und überspannt in einer Höhe von rund maximal 9 m mit acht Feldern eine flache Talmulde mit dem Lauterbach sowie zwei Wirtschaftswegen, die Unterlauter mit Bertelsdorf verbinden. Auf der westlichen Seite hat die Brücke eine Lärmschutzwand. Gebaut wurde die Überführung mit zwei getrennten Überbauten zwischen den Jahren 2002 und 2003.

## Gründung und Unterbauten

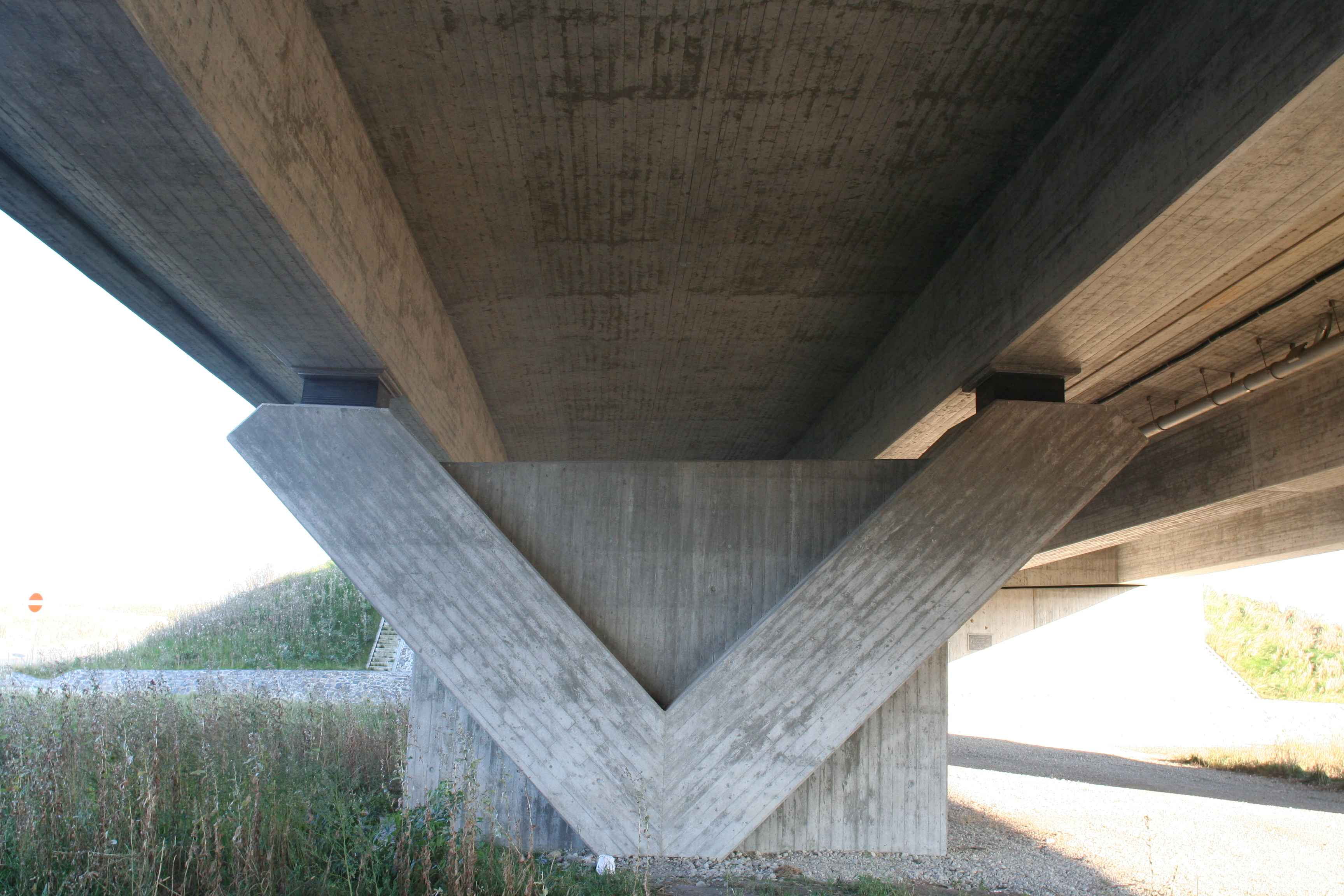
Pfeilerscheibe

Die Pfeiler und Widerlager sind auf Großbohrpfählen mit 1,2 m Durchmesser gegründet und als gestaltete Pfeilerscheiben mit V-förmig gespreizten Pfeilerköpfen ausgebildet.

## Überbauten
Die beiden nebeneinanderliegenden Überbauten der Spannbetonbrücke sind Durchlaufträger mit einem zweistegigen Plattenbalkenquerschnitt und konstanter Konstruktionshöhe. Die Vorspannung besteht aus internen  Spanngliedern. Der Überbau hat in den Lagerachsen keine Querträger. Die Gesamtstützweite beträgt für die achtfeldrige Brücke 300 m. Die beiden Endfelder spannen 31,5 m weit, die sechs Innenfelder 39,5 m.

## Ausführung
Die Brücke wurde mit einer Vorschubrüstung, die sich auf Stahljochen abstützte, in acht Abschnitten hergestellt.